# Kali Chhapar
Kali Chhapar é uma vila no distrito de Chhindwara, no estado indiano de Madhya Pradesh.

## Demografia
Segundo o censo de 2001, Kali Chhapar tinha uma população de 10 692 habitantes. Os indivíduos do sexo masculino constituem 52% da população e os do sexo feminino 48%. Kali Chhapar tem uma taxa de literacia de 68%, superior à média nacional de 54,5%: a literacia no sexo masculino é de 77% e no sexo feminino é de 60%. Em Kali Chhapar, 11% da população está abaixo dos 6 anos de idade.